# Murmansk (1955)
Murmansk byl lehký křižník sovětského námořnictva, poslední ze 14 postavených křižníků Projektu 68bis.

## Stavba
Stavba křižníku byla zahájena 28. ledna 1953, trup byl na vodu spuštěn 24. dubna 1955 a do operační služby Murmansk vstoupil dne 22. září 1955.

## Konstrukce
Výzbroj Murmansku tvořilo dvanáct 152mm kanónů MK-5-bis v třídělových věžích, sekundární ráží představovalo dvanáct 100mm kanónů SM-5-1 ve dvoudělových věžích a plavidla dále nesla 32 protiletadlových 37mm kanónů V-11 v dvouhlavňových postaveních. Plavidla také nesla dva pětihlavňové 533mm torpédomety PTA-53-68bis. Pohonný systém tvořily dvě parní turbíny a šestnáct kotlů. Nejvyšší rychlost přesahovala 33 uzlů.

## Operační služba
Křižník byl v operační službě v letech 1955–1989.

## Vrak
Po vyřazení byl Murmansk prodán k sešrotování. Během vlečení na místo rozebrání se loď dostala do bouře, dne 24. 12. 1994 se přetrhla vlečná lana a křižník ztroskotal na pobřeží Norska u ostrova Sørøya v blízkosti rybářské vesnice Sørvær. Po zaplavení vnitřních prostor trup dosedl na dno. Roku 2009 norská vláda rozhodla o likvidaci vraku. Kolem vraku byly postaveny hráze, z jeho okolí byla vyčerpána voda a poté byl rozebrán.